# Refinamiento de audio
El refinamiento de audio (más conocido como Audio Sweetening), es como se denomina al proceso de posproducción y edición del sonido de un programa después de la producción de estudio.
Actualmente se hace digitalmente, pero originariamente fue creado para casos en los que se efectuaban grandes trabajos de montaje con cintas de video.
Con el refinamiento de audio se eliminan los sonidos no deseados y se aplican una serie de filtros para aumentar la gama baja y alta, utilizando simuladores de tubos para corregir sonidos corrompidos. También permite añadir eco, reverberación o compresión y expansión para ayudar a mejorar algo audible.

## Realización
El refinamiento de audio se puede llevar a cabo a diferentes niveles:
1. Material adicional: Permite añadir material de audio extra a algo ya montado, por ejemplo: música para los rótulos, algún comentario, etc.
2. Correcciones: Mejora el sonido de una escena. Se puede, por ejemplo, reajustar las variaciones de volumen de las voces de los oradores. Mediante un cuidadoso filtrado se puede reducir el habla silbando, los zumbidos, revueltas, ruidos de ventilación ...
3. Realce: Modificación de la calidad del sonido para obtener un mayor realismo o un efecto dramático; por ejemplo, añadiendo reverberación o modificando las cualidades tonales (ecualización).
4. Mezcla: Ajuste de los niveles de volumen relativos de las pistas de efectos y música para adecuarlos al diálogo y la acción.
5. Continuidad: Comprobación de los niveles de sonido, equilibrio, etc, No acusan diferencias entre una toma y la siguiente cuando se han unido en el proceso de montaje.
6. Puentes: Adición de puentes de efectos o de música entre las tomas. Puede usarse una pista común durante toda una secuencia para asegurar una continuidad en los niveles de los sonidos de fondo sin producir saltos o cambios en la calidad. Puede atenuarse cuando sirve de fondo al diálogo y realzar durante la acción
7. Efectos adicionales: Pueden añadirse efectos sonoros adecuados durante el refinamiento de audio una vez se hayan introducido efectos de vídeo al estudio. (Por ejemplo: explosiones, desintegraciones, rayos láser).
8. Regrabaciones: Sustitución de secciones de la banda de sonido que no sean satisfactorias, que se hayan podido estropear, como consecuencia del paso de vehículos, ruidos de fondo, etc.